# Vincenzo Nemolato
Vincenzo Nemolato, född 10 september 1989 i Neapel, är en italiensk skådespelare.
Nemolato har bland annat medverkat i filmen Chimären. Han har även medverkat i TV-serien Supersex.

## Filmografi (i urval)
- 2023 – Chimären
- 2024 – Supersex (TV-serie)